# Anthony Grabiner, Baron Grabiner

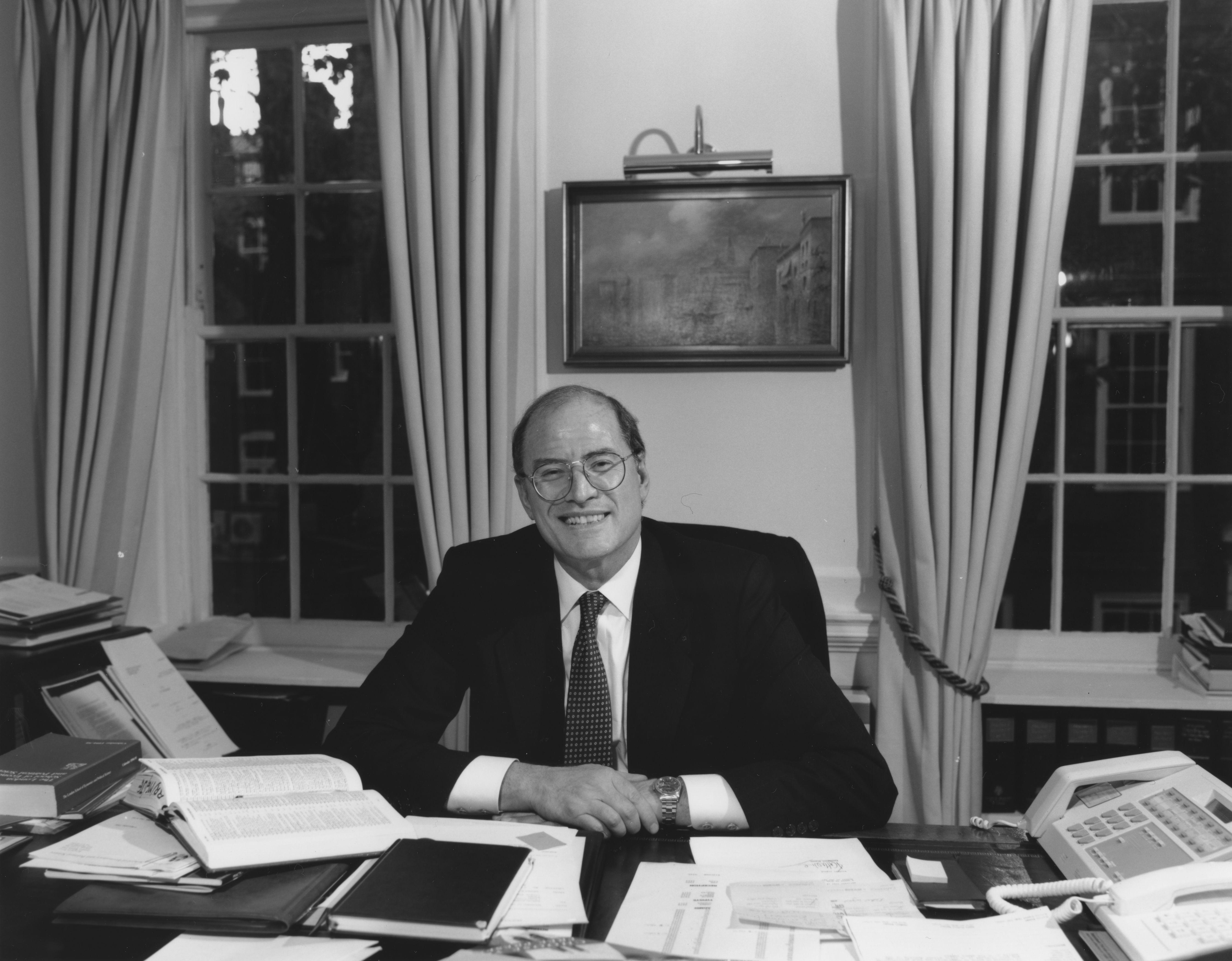
Anthony Grabiner 2000

Anthony Stephen Grabiner, Baron Grabiner QC (* 21. März 1945) ist ein britischer Barrister, Kronanwalt und Life Peer.  Lord Grabiner ist Kammervorsitzender am One Essex Court.
Der Sohn von Ralph Grabiner and Freda Cohen studierte an der London School of Economics (LSE), wo er 1966 mit einem Prädikatsexamen als Bachelor of Laws abschloss und ein Jahr später seinen Master machte. Seine weitere Ausbildung war am Lincoln’s Inn und ein Jahr später wurde er als Rechtsanwalt zugelassen.
Von 1976 bis 1981 war er Junganwalt im Department of Trade und dem Export Credits Guarantee Department und Juniorkronanwalt von 1978 bis 1981. 1981 wurde er zum Kronanwalt ernannt, wurde 1989 Bencher und war von 1990 bis 1999 Recorder am Crown Court. Grabiner war ab 1995 Stellvertretender Richter am High Court Judge, und ab 2002 Verwaltungsratsvorsitzender der Arcadia Group. Er war 2002 Verwaltungsratsmitglied von Next plc und von 2002 bis 2005 Mitglied im Rechtsausschuss der Bank of England. Er ist Verwaltungsratsmitglied des Wentworth Golf Club. Am 26. Juli 1999 wurde er als Baron Grabiner, of Aldwych in the City of Westminster, zum Life Peer erhoben und ist dadurch seither Mitglied des House of Lords.
Grabiner war von 1998 bis 2007 Vorsitzender des Verwaltungsrats der London School of Economics. Seit 1983 ist er verheiratet mit Jane Portnoy; sie haben drei Söhne und eine Tochter.
Im Oktober 2010 vertrat er den Liverpool Football Club in zwei Fällen am London High Court. Diese Fälle erregten internationale Aufmerksamkeit.
Im Juli 2011 wurde Grabiner von der News Corporation zum Vorsitzenden des Ethikausschusses ernannt, der infolge des News-International-Skandals gebildet worden war. Laut einem Bericht in The Lawyer erhielt er dort einen Stundensatz von 3000 £.